# 久堀徹
久堀 徹（ひさぼり とおる、1957年 - ）は、日本の生物学者、東京工業大学科学技術創成研究院長、日本光合成学会常任幹事、大隅基礎科学創成財団監事。兵庫県出身。 

## 略歴
- 1980年3月 - 早稲田大学教育学部理学科生物学専修 卒業
- 1982年3月 - 早稲田大学大学院理工学研究科物理学及び応用物理学専攻博士前期課程 修了
- 1985年3月 - 早稲田大学大学院理工学研究科物理学及び応用物理学専攻博士後期課程 修了, 理学博士（早稲田大学）
- 1985年4月 - 早稲田大学教育学部理学科生物学専修 助手
- 1987年7月 - 横浜市立大学文理学部理科生物課程 助手
- 1995年1月 - 東京工業大学資源化学研究所 助教授
- 2009年4月 - 東京工業大学大学院生命理工学研究科分子生命科学専攻 教授（兼担）
- 2009年4月 - 東京工業大学大学院総合理工学研究科化学環境学専攻 教授（兼担）
- 2016年4月 - 東京工業大学生命理工学院教授（ライフエンジニアリングコース主担当）
- 2016年4月 - 東京工業大学科学技術創成研究院化学生命科学研究所 教授
- 2020年4月 - 東京工業大学科学技術創成研究院長